# Абдуллаев, Тофик Аловсат оглы
Тофик Аловсат оглы Абдуллаев (азерб. Tofiq Əlövsət oğlu Abdullayev) — азербайджанский дипломат. Посол Азербайджана в Катаре.

## Биография
Тофик Эловсат оглы Абдуллаев родился 1 апреля 1948 года в селе Меликчобанлы Шемахинского района.
Он окончил Азербайджанский государственный университет, является кандидатом филологических наук.
Тофик Абдуллаев работал переводчиком в Алжире, Ираке и Йемене, 20 лет трудился в Институте рукописей Академии наук Азербайджана. С 1992 года он работает в системе Министерства иностранных дел Азербайджанской Республики. Он имеет дипломатический ранг чрезвычайного и полномочного посла. Работал в посольствах Азербайджанской Республики в Саудовской Аравии и Турции в должности советника. В 2006—2012 годах он был чрезвычайным и полномочным послом Азербайджанской Республики в Саудовской Аравии, а также в Йемене, Омане и Бахрейне, и постоянным представителем Азербайджанской Республики при Организации Исламского Сотрудничества.
С 2012 года по Распоряжению Президента Азербайджанской Республики Ильхама Алиева, Тофик Аловсат оглы Абдуллаев занял должность чрезвычайного и полномочного посла Азербайджанской Республики в Государстве Катар.